# Stéphan Côté
Pour les articles homonymes, voir Côté (homonymie).
Stéphan Côté est un acteur, compositeur, musicien, magicien québécois né le 16 mars 1963 à Montréal.
Il fait partie de la pièce de théâtre L'auberge des morts subites écrite par Félix Leclerc.

## Filmographie
- 1992 : Requiem pour un beau sans-cœur : Jean-Pierre Trudel
- 1993 : Au nom du père et du fils (série TV) : Yvan Tremblay
- 1995 : 10-07: L'affaire Zeus (série TV) : Comédien
- 1998 : Caserne 24 (série TV) : Normand Boyer
- 2001 : Mon meilleur ennemi (série TV) : Fred '4X4' Leblanc
- 2001 : Fred-dy (série TV) : Vincent Dubois
- 2003 : L'Auberge du chien noir (série TV) : Christian Malouin
- 2004 : Mémoires affectives : Collègue de l'agence immobilière
- 2004 : Les poupées russes : Alain Gaudreault
- 2015 : L'Origine des espèces de Dominic Goyer : Sylvain
- Depuis 2016 : District 31 : Me Sébastien Durand, avocat
- 2020 : Les Vieux Chums de Claude Gagnon : Martin, frère de Pierrot

## Récompenses et nominations

### Nominations
Nomination pour la musique de Inuussia, La femme phoque, au gala des masques 2006